# Walter Kollo
Walter Kollo (s pravim imenom Walter Elimar Kollodzieyski), nemški skladatelj in dirigent, * 28. januar 1878, Nidzica, Poljska, † 30. september 1940, Berlin, Nemčija. 
Kollo je danes poznan predvsem kot operetni skladatelj. Pisal pa je tudi singspiele in svojčas popularne pesmi.
Njegova najbolj poznana opereta je Kot nekoč v maju, krstno uprizorjena leta 1913 v Berlinu.
Na odru ljubljanske Opere je bila leta 1940 uprizorjena njegova opereta Tri stare škatle.

### Družina
Willi Kollo, njegov sin, je bil prav tako skladatelj, njegov vnuk pa je znameniti tenorist Rene Kollo.